# Risens naturreservat
Risen är ett naturreservat i Genarps socken i Lunds kommun i Skåne. Det är beläget strax söder om Genarp och täcker ungefär 230 hektar.
Området närmast Genarp består av en öppen fäladsmark dvs. betesmark med många kärr och småvatten i sänkorna, medan övriga delar av reservatet till stora delar består av skogsmark.
Risen är en gammal utmarksrest, en naturtyp som tidigare var vanlig på Romeleåsen. Området är omväxlande med skog, fäladsmarker och fuktiga kärrpartier. Skogsmarken består av gammal bokskog, lövklädda kärr, gammal och ung granskog och uppväxande ädellövskog. Ädellövskogen ska successivt ersätta barrskogen.
Risen ligger på sandig och mager mark vilket är en bidragande orsak till att området inte har odlats upp. På de sandiga höjdryggarna växer främst en torrhedsvegetation med ljung, smalbladiga gräs och på våren en hel del backsippor. Buskskiktet domineras av enbuskar med inslag av hagtorn, fläder, nypon och slånbuskage. I den östra delen finns en hel del äldre tallar och inslaget av alskog är stort i de fuktigare delarna. Vegetationen i de många kärren i svackorna består främst av fattigkärrarter med inslag av en del mer krävande arter. I Risen förekommer bland annat majnycklar, ängsnycklar, nattviol, hedblomster, ljungögontröst, backtimjan och solvända samt på något ställe det sällsynta gotlandsaget.
Det finns gott om groddjur i småvattnen. Den ätliga grodan kan höras spela från någon av fäladens dammar under våren och försommaren. Den mindre och den större vattensalamandern leker i dammarna under våren, men vandrar sedan ut i landskapet för att tillbringa resten av året på land.
Bland de fågelarter som häckar i området märks enkelbeckasin, tofsvipa, törnskata, spillkråka, gröngöling och mindre hackspett.
Även dovhjortar är vanliga.

## Friluftsliv
I reservatet finns en slinga för mountainbikecykling. Skåneleden passerar genom Risen. 